# Strait Up
Strait Up je drugi studijski album američkog sastava Snot, objavljen 7. studenog 2000. pod izdavačkom kućom Immortal Records.
Album je snimljen u spomen na njihovog preminulog pjevača, Lynna Straita, koji je 11. prosinca 1998. poginuo u prometnoj nesreći. Na albumu gostuju pjevači iz mnogih američkih sastava, a pjesma "Absent" je samo jedna od dvije koje je sastav snimio sa Straitom prije njegov smrti. 

## Popis pjesama
1. "Starlit Eyes", sa Serjom Tankianom iz System of a Downa (2:58)
2. "Take It Back", s Jonathanom Davisom iz Korna (3:03)
3. "I Know Where You're At", s Jahredom Shanom iz Hed PE-a (4:39)
4. "Catch A Spirit", s Maxom Cavalerom iz Soulflyja (3:55)
5. "Until Next Time", s Jasonom Searsom iz R.K.L.-a (3:11)
6. "Divided (An Argument For The Soul)", s Brandonom Boydom iz Incubusa (3:46)
7. "Ozzy Speaks", govor Ozzyja Osbournea (0:16)
8. "Angel's Son", s Lajonom Witherspoonom i Clintom Loweryom iz Sevendusta (3:49)
9. "Forever", s Fredom Durstom iz Limp Bizkita (2:55)
10. "Funeral Flights", s Dezom Fafarom iz Coal Chambera (2:59)
11. "Requiem", s Coreyom Taylorom iz Slipknota (3:36)
12. "Reaching Out", s Markom McGrathom iz Sugar Raya (4:39)
13. "Absent", jedna od dvije pjesme snimljena s Lynnom Straitom (5:30)
14. "Sad Air", govor Lynna Straita, s gitarskom pratnjom Sonnyja Maya (2:11)